# Eusébio Cup de 2013
A Eusébio Cup 2013 foi a 6ª edição da Eusébio Cup, ganha pelo clube brasileiro São Paulo Futebol Clube após uma vitória por 2-0 sobre o Benfica. Esta edição foi aquela onde, pela primeira vez, um clube fora do continente europeu participou no torneio. Para o Benfica era o jogo de apresentação aos adeptos, após a pré-temporada na Suíça, e para o São Paulo o jogo realizou-se após a Copa Audi de 2013 e antes da Copa Suruga Bank de 2013 (por ter conquistado a Copa Sul-Americana de 2012).

## Curiosidades
A edição de 2013 foi a última com o Eusébio vivo. Antes até à data da sua morte (5 de janeiro de 2014), o troféu era entregue pelo próprio.

## Detalhes do jogo
| 3 de agosto de 2013 | Benfica | 0–2 | São Paulo                        | Estádio da Luz, Lisboa                    |
| 19:45               |         |     | Aloísio 53' · Rafael Tolói 64' · | Público: 30 638 Árbitro: POR Duarte Gomes |

| Benfica | São Paulo |

| BENFICA:    |    |                   |       |     |
|             |    |                   |       |     |
| GR          | 13 | Paulo Lopes       |       |     |
| D           | 14 | Maxi Pereira      | 45'   | 86' |
| D           | 24 | Ezequiel Garay    |       |     |
| D           | 4  | Luisão (c)        | 90+5' |     |
| D           | 12 | Bruno Cortez      |       |     |
| M           | 21 | Nemanja Matić     | 78'   |     |
| M           | 35 | Enzo Pérez        |       | 61' |
| M           | 20 | Nicolás Gaitán    |       | 61' |
| M           | 50 | Lazar Marković    |       | 61' |
| A           | 10 | Filip Đuričić     |       | 46' |
| A           | 11 | Lima 45+3'        |       |     |
| Suplentes:  |    |                   |       |     |
| GR          | 39 | Mika              |       |     |
| D           | 2  | Lisandro López    |       |     |
| D           | 3  | Steven Vitória    |       |     |
| D           | 22 | Stefan Mitrović   |       |     |
| D           | 33 | Jardel            |       |     |
| D           | 34 | André Almeida     |       | 88' |
| M           | 6  | Rúben Amorim      |       | 61' |
| M           | 8  | Miralem Sulejmani |       | 61' |
| M           | 15 | Ola John          |       | 61' |
| M           | 30 | André Gomes       |       |     |
| M           | 31 | Luis Fariña       |       |     |
| A           | 19 | Rodrigo           |       | 46' |
| Treinador:  |    |                   |       |     |
| Jorge Jesus |    |                   |       |     |

| SÃO PAULO:    |    |                      |  |       |
|               |    |                      |  |       |
| GR            | 01 | Rogério Ceni (c)     |  |       |
| D             | 23 | Douglas              |  |       |
| D             | 2  | Rafael Tolói         |  |       |
| D             | 14 | Edson Silva          |  |       |
| D             | 38 | Reinaldo             |  |       |
| M             | 5  | Wellington           |  |       |
| M             | 7  | Rodrigo Caio         |  |       |
| M             | 25 | Fabrício             |  | 46'   |
| M             | 10 | Jádson               |  | 81'   |
| A             | 17 | Osvaldo              |  | 86'   |
| A             | 19 | Aloísio              |  | 90+2' |
| Suplentes:    |    |                      |  |       |
| GR            | 12 | Denis                |  |       |
| GR            | 30 | Renan Ribeiro        |  |       |
| D             | 27 | Lucas Farias         |  |       |
| D             | 33 | Lucas Silva          |  |       |
| M             | 8  | Paulo Henrique Ganso |  |       |
| M             | 18 | Maicon               |  | 46'   |
| M             | 20 | Lucas Evangelista    |  | 81'   |
| M             | 21 | Roni                 |  |       |
| M             | 28 | João Schmidt         |  |       |
| A             | 11 | Ademilson            |  | 90+2' |
| A             | 22 | Silvinho             |  | 86'   |
| Treinador:    |    |                      |  |       |
| Paulo Autuori |    |                      |  |       |

| Eusébio Cup Campeão 2013 |
| ------------------------ |
| Brasil                   |
| São Paulo 1º Título      |